# Viktor Granath
Viktor Granath, né le 3 avril 1994 en Suède, est un footballeur suédois qui joue au poste d'avant-centre.

## Biographie

### Débuts
Né en Suède, Viktor Granath commence le football au IF Tymer puis il joue dans les divisions inférieures du football suédois, au Ulvåkers IF (en) puis au Tibro AIK (en) avant de rejoindre le Skövde AIK, avec lequel il joue en troisième division suédoise, faisant ses débuts dans cette compétition le 15 avril 2017, lors de la première journée de la saison 2017, face au FC Rosengård. Il est titularisé et délivre une passe décisive lors de cette rencontre remportée par son équipe (0-1 score final).

### Västerås SK
Le 4 janvier 2022, Viktor Granath s'engage avec le Västerås SK. L'attaquant de 27 ans signe un contrat de deux ans. 
Granath fait ainsi ses premiers pas dans la Superettan, la deuxième division suédoise. Il fait sa première apparition dans cette compétition le 2 avril 2022, à l'occasion de la première journée de la saison 2022, contre l'IF Brommapojkarna. Il est titularisé et son équipe est battue par deux buts à un.
Lors de cette saison 2022 il termine meilleur buteur de deuxième division, avec un total de 24 buts marqués en 30 matchs, ce qui lui vaut l'intérêt de plusieurs clubs de première division.

### Halmstads BK
Le 8 janvier 2023, Viktor Granath rejoint le Halmstads BK. Il signe un contrat de trois ans, soit jusqu'en décembre 2025.
Granath découvre alors l'Allsvenskan, l'élite du football suédois, jouant son premier match lors de la première journée de la saison 2023, le 2 avril 2023 contre l'AIK Solna. Il est titulaire et se fait remarquer en inscrivant également son premier but, participant ainsi à la victoire de son équipe par deux buts à un.

### Retour au Västerås SK
Viktor Granath fait son retour au Västerås SK le 5 juillet 2024. Il signe un contrat d'un an et demi, soit jusqu'en décembre 2025.

### SV Sandhausen
Le 21 janvier 2025, Viktor Granath rejoint l'Allemagne afin de signer en faveur du SV Sandhausen pour un contrat courant jusqu'en juin 2026.

## Vie privée
Viktor Granath est le frère aîné de Gustav Granath et Villiam Granath, tous deux également footballeurs. Leur cousin Philip joue aussi au football,.